# A nosotros no
«A nosotros no» es el tercer capítulo de la tercera temporada de la serie de televisión chilena Los 80 y el episodio 23 en general de la serie. Escrito por Rodrigo Cuevas y dirigido por Boris Quercia, Este episodio se estrenó por Canal 13 el 31 de octubre de 2010.

## Desarrollo

### Trama
El episodio se sitúa desde el 28 de marzo al 1 de abril de 1985, iniciando con la llegada de la señora Marta como la nueva nana de la familia Herrera, la cual no agrada en un inicio a la familia. Claudia (Loreto Aravena), cercana a la Vicaría de la Solidaridad, se entera de un caso de secuestro de entre los que se encontraba una persona  a la cual conocía y trabaja en aquel organismo solidario.
Félix (Lucas Escobar), y su amigo Bruno (Pablo Freire), por su parte, vuelven a clases, sin embargo, Félix no se siente cómodo y ve cómo las niñas le quitan la cancha en los recreos, a diferencia de su amigo Bruno, el cual siente mucho más agrado de las niñas, y comienza a juntarse con ella. Luego les encargan realizar una disertación en tema libre en donde deben hacer grupo con una de sus nuevas compañeras. Mientras Ana (Tamara Acosta), por su parte, intenta compatibilizar de la mejor manera posible su rol de madre y esposa con su nuevo trabajo, sin embargo la situación comienza a superarla y ve cómo encuentra su casa totalmente desordenada cada día después del trabajo; sus conflictos con Juan continúan por esto y la hace pensar y reflexionar sobre si lo que estaba haciendo era lo correcto.
Juan no de acuerdo con que la señora Marta cuide a su hija Anita, envía a Petita a espiar a la casa para ver como se comporta la nana con su hija, ya que la desconfianza que le genera es enorme. Petita es descubierto por Marta la cual no lo conoce y pensando que es un ladrón lo golpea hasta que llegan del colegio Félix y Bruno que la detienen y le cuentan quién realmente es; luego llega Ana agotada y Félix le hace saber que se siente triste de no verla en la casa como antes. Minutos más tarde llega Juan y se entera de la golpiza que recibió Petita a manos de la señora Marta.
El revuelo social surge tras el desenlace final del secuestro de los profesionales que finalmente terminó con la muerte de José Maluenda el cual también era funcionario de la Vicaría de la Solidaridad, además de Manuel Guerrero y Santiago Nattino en el Caso Degollados. Claudia se muestra muy impactada por el revuelo causado, revalidando sus ideales.
Félix y Bruno se reúnen con su nueva compañera en la casa para realizar el trabajo y deciden hacerle caso a la niña y disertar sobre la serie infantil Candy Candy, a pesar de que Félix la encuentra muy femenina. Al finalizar Félix le presta el casete La voz de los '80 de Los Prisioneros de Martín y notan que estar en un colegio mixto no es del todo terrible. El compartir con mujeres, poco a poco, los hará quebrar el rechazo inicial que sintieron ante la ‘amenaza femenina’. Martín al llegar a la casa se da cuenta de que no está, se enfurece con su hermano y comienza a golpear. Ana se descontrola a causa del estrés que le ha generado el trabajo y la casa que sobre-reacciona al momento de separarlos y sale llorando de la habitación.

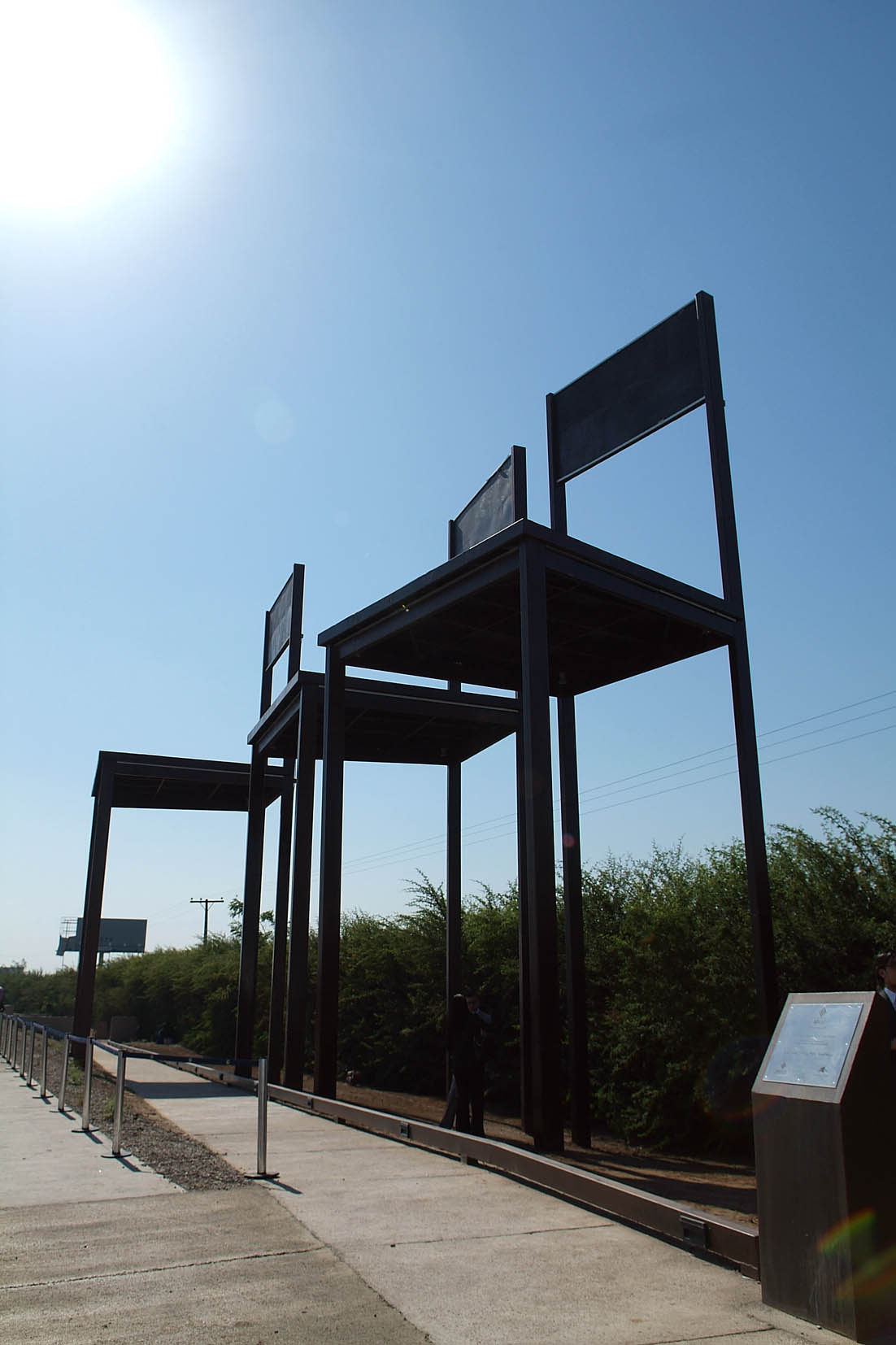
Monumento en recuerdo de las víctimas del caso Degollados.

Claudia le cuenta a su padre que irá a los funerales de los asesinados para demostrar su descontento por el horrible caso; Juan le pide que se cuide pero acepta que ella vaya; acá Claudia se encuentra con Gabriel (Mario Horton).
El capítulo finaliza con la familia hablando sobre el drama que viven las familias de los asesinados bajo un corte de energía eléctrica mientras comían. Juan comienza a entender a Ana sobre sus ganas de trabajar.

### Música
El capítulo utilizó en el momento clave final la canción Todo se derrumbó dentro de mí de Emmanuel, y de interludio en medio de la historia la canción Mil horas de Los Abuelos de la Nada.

### Sucesos citados
En este episodio se trata el tema del polémico y controversial caso Degollados ocurrido el 28 de marzo de 1985, el cual correspondió al secuestro y asesinato de tres miembros del Partido Comunista de Chile, perpetrado por Carabineros hacia finales de la dictadura militar del general Augusto Pinochet.

## Recepción

### Audiencia
El episodio registró su audiencia más baja de todos los capítulos transmitidos en las tres temporadas estrenadas con 17.1 puntos porcentuales de rating, y con 1.6 millones de espectadores durante el tiempo de duración del capítulo. La baja abrupta de audiencia se debió principalmente al fin de semana largo por Halloween y el feriado del 1 de noviembre de 2010 que redujo considerablemente los televisores encendidos esa noche en el país, igualmente el episodio fue lo más visto del día en Chile.